# Дарзи, Ара
Лорд Ара Дарзи, барон Денхэмский (арм. Արա Վարդգես Դարզի, англ. Ara Darzi, Baron Darzi of Denham; 7 мая 1960 года, Багдад, Ирак) — британский учёный-хирург, академик и политик армянского происхождения. Первый человек, который провёл роботизированную операцию в Великобритании. Пионер роботизированных технологий в хирургии. Один из ведущих врачей Великобритании. Реформатор Национальной службы здравоохранения.
Доктор медицинских наук, профессор хирургии Королевского колледжа Лондона, член Тайного совета Великобритании, рыцарь-командор Ордена Британской империи.
Почётный член Королевской инженерной академии, член Академии медицинских наук и член Королевского общества.

## Биография
Ара Дарзи родился в Багдаде, Ирак, в семье армян переживших геноцид 1915 года. Его семья жила в Эрзуруме, Османская империя. У его прадеда по отцовской линии, Татиоса Широяна и жены Эльбиз были дочь и четыре сына. Из них геноцид пережили только Эльбиз и её дочь Аревалуйс (бабушка Дарзи). Они бежали пешком в северный Ирак. Отец Дарзи родился в Мосуле, а мать — в Багдаде.
Дарзи свободно говорит по-армянски и служил певчим на армянских религиозных службах, вырос в Багдаде.  Он окончил Багдадский колледж, но ситуация в Ираке в конце 1970-х годов привела к тому, что его семья была вынуждена эмигрировать. В 17 лет он переехал в Ирландию, чтобы изучать медицину, а его родители и сестра в конце концов поселились в Лондоне.
Он изучал медицину в Королевском колледже хирургов в Ирландии, получил степени бакалавра медицины в 1984 году, а затем получил степень доктора медицинских наук в Тринити-колледже в Дублине . Он переехал в Англию из Ирландии в 1990 году, чтобы продолжить карьеру хирурга. В 1991 году он был назначен хирургом-консультантом в Центральной больнице Миддлсекса в возрасте 31 года, а затем в 1994 году перешёл в больницу Святой Марии.
Его жена Венди — ирландка. У них двое детей, Фредди и Нина.

## Карьера
Исследования под руководством профессора Ара Дарзи направлены на достижение лучшей хирургической практики за счет инноваций в хирургии и повышения безопасности пациентов и качества медицинского обслуживания. Его вклад в эти области исследований был выдающимся: на сегодняшний день он опубликовал более 950 рецензируемых научных статей и заработал свой статус ведущего голоса в области глобальной политики и инноваций в области здравоохранения. В знак признания его достижений в исследованиях и разработках хирургических технологий профессор Дарзи был избран почетным членом Королевской инженерной академии, членом Академии медицинских наук, а в 2013 году был избран членом Королевского общества.
В 2002 году он был посвящен в рыцари за заслуги в области медицины и хирургии. В 2007 году Дарзи был представлен в Палате лордов Соединенного Королевства как профессор лорд Дарзи Денхэмский и назначен парламентским заместителем государственного секретаря в Министерстве здравоохранения. Оставив эту должность в центральном правительстве в 2009 году, профессор Дарзи оставался глобальным послом Соединенного Королевства по вопросам здравоохранения и биологических наук до марта 2013 года
Профессор Дарзи был назначен и остается членом Достопочтенного Тайного совета Её Величества с июня 2009 года.
Его исследовательский портфель в основном связан с конвергентной наукой в областях инженерии, физики и обработки данных, включая робототехнику, зондирование, визуализацию и цифровые технологии.

## Награды
- Орден Заслуг (2016 год)[9].
- Рыцарь-командор ордена Британской империи (2002 год).
- Орден Почёта (15 сентября 2017 года, Армения) — за значительный вклад в развитие здравоохранения и многолетнюю гуманитарную деятельность[10].